# تيتسوأو ناكانيشي
تيتسوأُو ناكانيشي (باليابانية: 中西 哲生) (مواليد 8 سبتمبر 1969)، هو لاعب كرة قدم ياباني سابق كان يلعب كمدافع.

## وصلات خارجية
- تيتسوأو ناكانيشي على موقع رابطة كرة القدم اليابانية للمحترفين (اليابانية)
- تيتسوأو ناكانيشي على موقع عالم كرة القدم.نت (الإنجليزية)